# 2012-es Dakar-rali

A verseny útvonala

A 2012-es Dakar-rali a 33. versenye volt a Dakar-rali versenysorozatának, melyeken autók, motorok és teherautók indultak. A verseny 2012. január 1-jén rajtolt Argentínából, és január 15-én ért véget, Peruban.
Ez volt a negyedik alkalom, hogy a verseny Európán és Afrikán kívül került megrendezésre. A rali mezőnye története során először járt Peruban, ahol az utolsó három szakaszt rendezték meg.

## Résztvevők
A versenyen 178 motorkerékpár, 161 autó és 74 kamion indult el. A mezőnyben nem volt ott a kamionosoknál címvédő, és hétszeres bajnok Vlagyimir Csagin, illetve az autósoknál, a 2010-es győztes Carlos Sainz sem.

### Magyar indulók
A Szalay Balázs, Bunkoczi László kettős két év kihagyás után indult újra. Az Opel Dakar Team Darázsi Zsolt irányításával egy versenykamiont is indított és a csapatot szervizkamion is segítette. Mellettük egy másik magyar kettős, a Sebestyén Sándor, Bognár József duó is résztvevője volt a ralinak.
Saghmeister Gábor szerb, míg Gyenes Emánuel román színekben állt rajthoz a motorosok között.

#### Helyezések szakaszonként
| Szalay Balázs – Bunkoczi László | Szalay Balázs – Bunkoczi László | Szalay Balázs – Bunkoczi László | Szalay Balázs – Bunkoczi László | Szalay Balázs – Bunkoczi László | Szalay Balázs – Bunkoczi László | Szalay Balázs – Bunkoczi László | Szalay Balázs – Bunkoczi László | Szalay Balázs – Bunkoczi László | Szalay Balázs – Bunkoczi László | Szalay Balázs – Bunkoczi László | Szalay Balázs – Bunkoczi László | Szalay Balázs – Bunkoczi László | Szalay Balázs – Bunkoczi László | Szalay Balázs – Bunkoczi László |
|                                 | 1                               | 2                               | 3                               | 4                               | 5                               | 6                               | 7                               | 8                               | 9                               | 10                              | 11                              | 12                              | 13                              | 14                              |
| ------------------------------- | ------------------------------- | ------------------------------- | ------------------------------- | ------------------------------- | ------------------------------- | ------------------------------- | ------------------------------- | ------------------------------- | ------------------------------- | ------------------------------- | ------------------------------- | ------------------------------- | ------------------------------- | ------------------------------- |
| Szakasz                         | 22                              | 64                              | 83                              | 31                              | 29                              |                                 | 60                              | 21                              | 17                              | 16                              | 17                              | 32                              | 38                              | 15                              |
| Összetett                       | 22                              | 64                              | 62                              | 45                              | 39                              |                                 | 41                              | 35                              | 31                              | 25                              | 22                              | 20                              | 21                              | 21                              |

| Sebestyén Sándor – Bognár József | Sebestyén Sándor – Bognár József | Sebestyén Sándor – Bognár József | Sebestyén Sándor – Bognár József | Sebestyén Sándor – Bognár József | Sebestyén Sándor – Bognár József | Sebestyén Sándor – Bognár József | Sebestyén Sándor – Bognár József | Sebestyén Sándor – Bognár József | Sebestyén Sándor – Bognár József | Sebestyén Sándor – Bognár József | Sebestyén Sándor – Bognár József | Sebestyén Sándor – Bognár József | Sebestyén Sándor – Bognár József | Sebestyén Sándor – Bognár József |
|                                  | 1                                | 2                                | 3                                | 4                                | 5                                | 6                                | 7                                | 8                                | 9                                | 10                               | 11                               | 12                               | 13                               | 14                               |
| -------------------------------- | -------------------------------- | -------------------------------- | -------------------------------- | -------------------------------- | -------------------------------- | -------------------------------- | -------------------------------- | -------------------------------- | -------------------------------- | -------------------------------- | -------------------------------- | -------------------------------- | -------------------------------- | -------------------------------- |
| Szakasz                          | 133                              | 116                              | 119                              | 97                               | 99                               |                                  | 63                               |                                  |                                  |                                  |                                  |                                  |                                  |                                  |
| Összetett                        | 133                              | 115                              | 111                              | 104                              | 101                              |                                  | 75                               |                                  |                                  |                                  |                                  |                                  |                                  |                                  |

## Szakaszok
Az útvonalat 2011 novemberében ismertették.
| #   | Dátum      | Honnan        | Hová        |                  | Összekötő | Speciális | Össztáv   |
| --- | ---------- | ------------- | ----------- | ---------------- | --------- | --------- | --------- |
| 1.  | január 1.  | Mar del Plata | Santa Rosa  |                  | 763 km    | 57 km     | 820 km    |
| 2.  | január 2.  | Santa Rosa    | San Rafael  | Motorok/Kamionok | 487 km    | 295 km    | 782 km    |
| 2.  | január 2.  | Santa Rosa    | San Rafael  | Autók            | 487 km    | 290 km    | 777 km    |
| 3.  | január 3.  | San Rafael    | San Juan    | Motorok          | 291 km    | 270 km    | 561 km    |
| 3.  | január 3.  | San Rafael    | San Juan    | Autók/Kamionok   | 291 km    | 208 km    | 499 km    |
| 4.  | január 4.  | San Juan      | Chilecito   |                  | 424 km    | 326 km    | 750 km    |
| 5.  | január 5.  | Chilecito     | Fiambalá    | Motorok          | 151 km    | 265 km    | 416 km    |
| 5.  | január 5.  | Chilecito     | Fiambalá    | Autók/Kamionok   | 246 km    | 177 km    | 363 km    |
| 6.  | január 6.  | Fiambalá      | Copiapó     |                  | 394 km    | 247 km    | 641 km    |
| 7.  | január 7.  | Copiapó       | Copiapó     |                  | 154 km    | 419 km    | 573 km    |
| –   | január 8.  | Pihenőnap     | Pihenőnap   | Pihenőnap        | Pihenőnap | Pihenőnap | Pihenőnap |
| 8.  | január 9.  | Copiapó       | Antofagasta |                  | 245 km    | 477 km    | 722 km    |
| 9.  | január 10. | Antofagasta   | Iquique     |                  | 9 km      | 556 km    | 565 km    |
| 10. | január 11. | Iquique       | Arica       |                  | 317 km    | 377 km    | 694 km    |
| 11. | január 12. | Arica         | Arequipa    | Motorok          | 171 km    | 534 km    | 705 km    |
| 11. | január 12. | Arica         | Arequipa    | Autók            | 120 km    | 478 km    | 598 km    |
| 11. | január 12. | Arica         | Arequipa    | Kamionok         | 120 km    | 432 km    | 552 km    |
| 12. | január 13. | Arequipa      | Nazca       | Motorok          | 259 km    | 245 km    | 504 km    |
| 12. | január 13. | Arequipa      | Nazca       | Autók/Kamionok   | 412 km    | 245 km    | 657 km    |
| 13. | január 14. | Nazca         | Pisco       |                  | 100 km    | 275 km    | 375 km    |
| 14. | január 15. | Pisco         | Lima        |                  | 254 km    | 29 km     | 283 km    |

- A 6. szakaszt a rossz időjárási viszonyok miatt törölték.[5]

## Szakaszok győztesei
| Szakasz | Motorok                        | Autók                                                | Kamionok                                                               | Quadok                     |
| ------- | ------------------------------ | ---------------------------------------------------- | ---------------------------------------------------------------------- | -------------------------- |
| 1.      | Francisco López Contardo (CHI) | Leonid Novitskiy (RUS) · Andreas Schulz (GER)        | Marcel van Vliet (NED) · Bell Peter (NED) · Serge Bruynkens (BEL)      | Sergio La Fuente (URU)     |
| 2.      | Marc Coma (ESP)                | Nászer el-Attija (QAT) · Lucas Cruz (ESP)            | Gerard de Rooy (NED) · Darek Rodewald (NED) · Tom Colsoul (BEL)        | Sergio La Fuente (URU)     |
| 3.      | Cyril Despres (FRA)            | Nani Roma (ESP) · Michel Périn (FRA)                 | Miki Biasion (ITA) · Michel Huisman (NED) · Giorgio Albiero (ITA)      | Pablo Copetti (ARG)        |
| 4.      | Marc Coma (ESP)                | Stéphane Peterhansel (FRA) · Jean-Paul Cottret (FRA) | Gerard de Rooy (NED) · Darek Rodewald (NED) · Tom Colsoul (BEL)        | Tomás Maffei (ARG)         |
| 5.      | Cyril Despres (FRA)            | Krzysztof Hołowczyc (POL) · Jean-Marc Fortin (FRA)   | Gerard de Rooy (NED) · Darek Rodewald (NED) · Tom Colsoul (BEL)        | Marcos Patronelli (ARG)    |
| 6.      | Törölve                        | Törölve                                              | Törölve                                                                | Törölve                    |
| 7.      | Marc Coma (ESP)                | Nászer el-Attija (QAT) · Lucas Cruz (ESP)            | Gerard de Rooy (NED) · Darek Rodewald (NED) · Tom Colsoul (BEL)        | Alejandro Patronelli (ARG) |
| 8.      | Marc Coma (ESP)                | Nani Roma (ESP) · Michel Périn (FRA)                 | Aleš Loprais (CZE) · Petr Almáši (CZE) · Michal Ernst (CZE)            | Alejandro Patronelli (ARG) |
| 9.      | Hélder Rodrigues (POR)         | Robby Gordon (USA) · Johnny Campbell (USA)           | Miki Biasion (ITA) · Michel Huisman (NED) · Giorgio Albiero (ITA)      | Alejandro Patronelli (ARG) |
| 10.     | Joan Barreda Bort (ESP)        | Nani Roma (ESP) · Michel Périn (FRA)                 | Artur Ardavichus (KAZ) · Alexey Kuzmich (RUS) · Nurlan Turlubaev (KAZ) | Tomás Maffei (ARG)         |
| 11.     | Cyril Despres (FRA)            | Stéphane Peterhansel (FRA) · Jean-Paul Cottret (FRA) | Andrey Karginov (RUS) · Igor Devyatkin (RUS) · Andrey Mokeev (RUS)     | Alejandro Patronelli (ARG) |
| 12.     | Marc Coma (ESP)                | Robby Gordon (USA) · Johnny Campbell (USA)           | Gerard de Rooy (NED) · Darek Rodewald (NED) · Tom Colsoul (BEL)        | Marcos Patronelli (ARG)    |
| 13.     | Hélder Rodrigues (POR)         | Stéphane Peterhansel (FRA) · Jean-Paul Cottret (FRA) | Andrey Karginov (RUS) · Igor Devyatkin (RUS) · Andrey Mokeev (RUS)     | Tomás Maffei (ARG)         |
| 14.     | Pal Anders Ullevalseter (NOR)  | Robby Gordon (USA) · Johnny Campbell (USA)           | Miki Biasion (ITA) · Michel Huisman (NED) · Giorgio Albiero (ITA)      | Tomás Maffei (ARG)         |

## Szakaszok összegzése
Az alábbi táblázatban a szakaszok utáni összetett állás, első helyén álló versenyzője van feltüntetve, kategóriánként.
| Szakasz időpont | Összetett állás                | Összetett állás                                      | Összetett állás                                                        | Összetett állás            |
| Szakasz időpont | Motorok                        | Autók                                                | Kamionok                                                               | Quadok                     |
| --------------- | ------------------------------ | ---------------------------------------------------- | ---------------------------------------------------------------------- | -------------------------- |
| 1. Január 1.    | Francisco López Contardo (CHI) | Leonid Novitskiy (RUS) · Andreas Schulz (GER)        | Marcel van Vliet (NED) · Bell Peter (NED) · Serge Bruynkens (BEL)      | Sergio La Fuente (URU)     |
| 2. január 2.    | Marc Coma (ESP)                | Stéphane Peterhansel (FRA) · Jean-Paul Cottret (FRA) | Gerard de Rooy (NED) · Darek Rodewald (NED) · Tom Colsoul (BEL)        | Sergio La Fuente (URU)     |
| 3. január 3.    | Cyril Despres (FRA)            | Krzysztof Hołowczyc (POL) · Jean-Marc Fortin (FRA)   | Artur Ardavichus (KAZ) · Alexey Kuzmich (RUS) · Nurlan Turlubaev (KAZ) | Alejandro Patronelli (ARG) |
| 4. január 4.    | Cyril Despres (FRA)            | Stéphane Peterhansel (FRA) · Jean-Paul Cottret (FRA) | Gerard de Rooy (NED) · Darek Rodewald (NED) · Tom Colsoul (BEL)        | Tomás Maffei (ARG)         |
| 5. január 5.    | Cyril Despres (FRA)            | Stéphane Peterhansel (FRA) · Jean-Paul Cottret (FRA) | Gerard de Rooy (NED) · Darek Rodewald (NED) · Tom Colsoul (BEL)        | Tomás Maffei (ARG)         |
| 6. január 6.    | Cyril Despres (FRA)            | Stéphane Peterhansel (FRA) · Jean-Paul Cottret (FRA) | Gerard de Rooy (NED) · Darek Rodewald (NED) · Tom Colsoul (BEL)        | Tomás Maffei (ARG)         |
| 7. január 7.    | Cyril Despres (FRA)            | Stéphane Peterhansel (FRA) · Jean-Paul Cottret (FRA) | Gerard de Rooy (NED) · Darek Rodewald (NED) · Tom Colsoul (BEL)        | Alejandro Patronelli (ARG) |
| 8. január 9.    | Marc Coma (ESP)                | Stéphane Peterhansel (FRA) · Jean-Paul Cottret (FRA) | Gerard de Rooy (NED) · Darek Rodewald (NED) · Tom Colsoul (BEL)        | Alejandro Patronelli (ARG) |
| 9. január 10.   | Cyril Despres (FRA)            | Stéphane Peterhansel (FRA) · Jean-Paul Cottret (FRA) | Gerard de Rooy (NED) · Darek Rodewald (NED) · Tom Colsoul (BEL)        | Alejandro Patronelli (ARG) |
| 10. január 11.  | Cyril Despres (FRA)            | Stéphane Peterhansel (FRA) · Jean-Paul Cottret (FRA) | Gerard de Rooy (NED) · Darek Rodewald (NED) · Tom Colsoul (BEL)        | Alejandro Patronelli (ARG) |
| 11. január 12.  | Cyril Despres (FRA)            | Stéphane Peterhansel (FRA) · Jean-Paul Cottret (FRA) | Gerard de Rooy (NED) · Darek Rodewald (NED) · Tom Colsoul (BEL)        | Alejandro Patronelli (ARG) |
| 12. január 13.  | Marc Coma (ESP)                | Stéphane Peterhansel (FRA) · Jean-Paul Cottret (FRA) | Gerard de Rooy (NED) · Darek Rodewald (NED) · Tom Colsoul (BEL)        | Alejandro Patronelli (ARG) |
| 13. január 14.  | Cyril Despres (FRA)            | Stéphane Peterhansel (FRA) · Jean-Paul Cottret (FRA) | Gerard de Rooy (NED) · Darek Rodewald (NED) · Tom Colsoul (BEL)        | Alejandro Patronelli (ARG) |
| 14. január 15.  | Cyril Despres (FRA)            | Stéphane Peterhansel (FRA) · Jean-Paul Cottret (FRA) | Gerard de Rooy (NED) · Darek Rodewald (NED) · Tom Colsoul (BEL)        | Alejandro Patronelli (ARG) |
| Végeredmény     | Cyril Despres (FRA)            | Stéphane Peterhansel (FRA) · Jean-Paul Cottret (FRA) | Gerard de Rooy (NED) · Darek Rodewald (NED) · Tom Colsoul (BEL)        | Alejandro Patronelli (ARG) |

## Végeredmény
| Motorok | Motorok                | Motorok | Motorok     |
| #       | Versenyző              | Típus   | Időeredmény |
| ------- | ---------------------- | ------- | ----------- |
| 1.      | Cyril Despres (FRA)    | KTM     | 43:28:11    |
| 2.      | Marc Coma (ESP)        | KTM     | + 00:53:20  |
| 3.      | Hélder Rodrigues (POR) | Yamaha  | + 01:11:17  |

| Autók | Autók                                                | Autók        | Autók       |
| #     | Versenyző                                            | Típus        | Időeredmény |
| ----- | ---------------------------------------------------- | ------------ | ----------- |
| 1.    | Stéphane Peterhansel (FRA) · Jean-Paul Cottret (FRA) | MINI         | 38:54:46    |
| 2.    | Nani Roma (ESP) · Michel Périn (FRA)                 | MINI         | + 00:41:56  |
| 3.    | Giniel de Villiers (RSA) · Dirk von Ziztewitz (GER)  | Toyota Hilux | + 01:13:25  |

| Kamionok | Kamionok                                                               | Kamionok | Kamionok    |
| #        | Versenyző                                                              | Típus    | Időeredmény |
| -------- | ---------------------------------------------------------------------- | -------- | ----------- |
| 1.       | Gerard de Rooy (NED) · Darek Rodewald (NED) · Tom Colsoul (BEL)        | Iveco    | 45:20:47    |
| 2.       | Hans Stacey (NED) · Hans van Goor (NED) · Bernard der Kinderen (NED)   | Iveco    | + 00:51:19  |
| 3.       | Artur Ardavichus (KAZ) · Alexey Kuzmich (RUS) · Nurlan Turlubaev (KAZ) | Kamaz    | + 01:47:45  |

| Quadok | Quadok                     | Quadok | Quadok      |
| #      | Versenyző                  | Típus  | Időeredmény |
| ------ | -------------------------- | ------ | ----------- |
| 1.     | Alejandro Patronelli (ARG) | Yamaha | 53:01:51    |
| 2.     | Marcos Patronelli (ARG)    | Yamaha | + 01:20:17  |
| 3.     | Tomás Maffei (ARG)         | Yamaha | + 02:14:21  |

## Balesetek, incidensek
- A Mar del Plata és Santa Rosa közötti első szakaszon, a szelektív szakasz 55. kilométerénél helyi idő szerint 10:19 perckor a 175-ös rajtszámú argentin Jorge Andrés Martínez Boero balesetet szenvedett. A motorosnak a bukás után megállt a szíve, az orvosok öt percen belül helikopterrel a helyszínre érkeztek, de nem tudták már újraéleszteni, a versenyző a kórházba szállítás közben meghalt.[6]